# Wunder vom Wildpark
Als Wunder vom Wildpark wird das Europapokalspiel vom 2. November 1993 zwischen dem Karlsruher SC und dem FC Valencia bezeichnet, das mit einem 7:0-Sieg für Karlsruhe endete. Mit diesem Erfolg im heimischen Wildparkstadion zog der KSC in das Achtelfinale des UEFA-Pokals 1993/94 ein.

## Ausgangslage
Der Karlsruher SC hatte sich mit dem sechsten Tabellenplatz in der Saison 1992/93 erstmals in der Vereinsgeschichte für den UEFA-Pokal qualifiziert. In der ersten Runde des Wettbewerbs traf man auf den niederländischen Vizemeister PSV Eindhoven. Durch Tore von Edgar Schmitt und Sergei Kirjakow wurde das Hinspiel mit 2:1 gewonnen, das Rückspiel in Eindhoven endete 0:0.
In der zweiten Runde trafen die Badener auf den FC Valencia, einen der erfolgreichsten spanischen Fußballvereine, den damaligen Tabellenführer der Primera División. Mit Spielern wie Predrag Mijatović und Juan Antonio Pizzi hatte der FC Valencia das Hinspiel im Estadio Mestalla durch Tore von Mijatović und Ljuboslaw Penew (2) für sich entschieden. Den späten Treffer zum 3:1-Endstand erzielte Edgar Schmitt, so dass der KSC mindestens einen 2:0-Rückspielsieg zum Erreichen der nächsten Runde benötigte. Am 2. November 1993 stand das Rückspiel im ausverkauften Wildparkstadion an. Trainer Winfried Schäfer durfte dieses Spiel nach einer Sperre der UEFA nicht vom Spielfeldrand aus beobachten und wurde dort von seinem Assistenten Edmund Becker vertreten.

## Spielverlauf
Als Schiedsrichter Zbigniew Przesmycki aus Polen die Partie um 18 Uhr anpfiff, ließ er den Anstoß des FC Valencia wiederholen, da schon vor der ersten Ballberührung drei Karlsruher Spieler in die gegnerische Hälfte gestürmt waren. Die ersten 25 Minuten war der FC Valencia überlegen. Torhüter Oliver Kahn verhinderte mehrmals einen Rückstand für den KSC.
In der 29. Minute ging der KSC in Führung: Nach einer Hereingabe von Manfred Bender bugsierte Edgar Schmitt den Ball im Fünfmeterraum über die Torlinie. Fünf Minuten später war es wieder Schmitt, der eine Flanke von Eberhard Carl per Volleyabnahme im Tor unterbrachte. Rainer Schütterle hob den Ball drei Minuten später über den herausstürzenden José Manuel Sempere hinweg ins Tor. Kurz vor der Halbzeit hatte der KSC erneut Glück: Erst traf Juan Antonio Pizzis Schuss den Pfosten, den Nachschuss klärte Dirk Schuster auf der Torlinie.
Nach der Halbzeitpause landete der Abwehrversuch einer Ecke bei dem am Strafraum lauernden Waleri Schmarow, der in der 46. Minute zum 4:0 traf. Nach einer knappen Stunde köpfte Edgar Schmitt einen von Bender ausgeführten Freistoß ins Tor, wenige Minuten später verwertete er einen Pass von Schmarow zum 6:0. Für das 7:0-Endergebnis sorgte der Kroate Slaven Bilić nach einem Eckstoß von Bender in der Schlussminute.

## Live-Übertragung
Das Spiel wurde von Ran – Sat.1 Fußball live im frei empfangbaren TV übertragen und von Jörg Dahlmann kommentiert.

„,Vorteil’, sagt der Schiedsrichter … Carl … Nur Schmitt vorne. Was heißt ,nur’? Tor!“

„Schmarow…das ist doch die Chance! Das ist das Tor! Ich flippe aus! Ich flipp’ aus hier. Das gibt’s nicht.“

„Ein klasse Heber. Ach, ich liebe Leute, die Heber machen. Und er hebt und hebt und hebt und hebt – hinein ins Tor!“

„Wie aus einem Guss. Eine Sternstunde im Europapokal … Edgar Schmitt! Das ist nicht möglich, es ist unfassbar, unglaublich, ich raff’s nicht, ich we … ich werd’ wahnsinnig hier! Sechs zu Null. Liebe Freunde, ach, was … ist das herrlich. Wie schön kann Fußball sein, wie schön kann Europapokal sein. Lieber KSC, wir danken euch.“

## Folgen

### Karlsruher SC
In den Tagen nach der Partie wurde diese in den Medien als „Wunder vom Wildpark“ gefeiert. Trainer Winfried Schäfer erhielt noch während des Spiels – eine Schaltung machte dies auf der Anzeigetafel im Wildparkstadion auch sichtbar – den Spitznamen Winni-Wahnsinn. Den vierfachen Torschützen Edgar Schmitt, der von der Presse in der Woche zuvor nach einem Autounfall mit vierfachem Überschlag „Looping“ Schmitt getauft worden war, feierte man fortan als Euro-Eddy.
Der Karlsruher SC schlug vier Tage später den MSV Duisburg mit 5:0 im Wildparkstadion. Im Achtelfinale des Europapokals bezwang man Girondins Bordeaux mit Zinédine Zidane und Bixente Lizarazu (0:1, 3:0), im Viertelfinale Boavista Porto (1:1, 1:0). Das Aus folgte dann im Halbfinale, der SV Casino Salzburg kam aufgrund der Auswärtstorregel nach zwei Unentschieden (0:0, 1:1) weiter.
Das Spiel wird von den Medien in der Nachbetrachtung als legendär bezeichnet.

### FC Valencia
Der FC Valencia musste bald darauf die Tabellenführung abgeben. Trainer Guus Hiddink wurde am 15. November 1993 entlassen. Am Ende der Saison 1993/94 hatte Valencia mit Tabellenplatz 7 die erneute Qualifikation für den Europapokal verpasst.